# Jelenie Skały
Jelenie Skały (niem. Hirschsteine, 711 m n.p.m.) - formacja skalna na północno-zachodnim zboczu góry Tłoczyny w Górach Izerskich (Sudety Zachodnie).
Nazwa polska została nadana na mocy Rozporządzenia Ministra Administracji Publicznej z dnia 28 maja 1949 r. o przywróceniu i ustaleniu nazw miejscowości.
Dawniej były jedną z lokalnych atrakcji turystycznych i celem wycieczek turystów z położonej w pobliżu Przecznicy. Z punktu widokowego na szczycie rozciąga się widok na Pogórze Izerskie w tym Mirsk, Gryfów Śląski i Zamek Gryf.
Przed wojną na szczyt prowadziły wykute kamienne schodki, a cały punkt widokowy zabezpieczony był barierkami. Obecnie ścieżka prowadząca na Jelenie Skały jest nieoznakowana, z balustrady zachowały się jedynie pojedyncze elementy, a wysoki drzewostan ogranicza pole widzenia panoramy.
Na Jelenie Skały można dojść prowadzącą ramieniem Tłoczyny ścieżką od trasy rowerowej pomiędzy Przecznicą a Proszową.